# Nuova Zelanda ai Giochi della XXXII Olimpiade
La Nuova Zelanda ha partecipato ai Giochi della XXXII Olimpiade che si sono svolti a Tokyo, Giappone, dal 23 luglio all'8 agosto 2021; originariamente previsti per l'estate 2020, erano stati rimandati di un anno a causa della pandemia di COVID-19. La delegazione era composta da 213 atleti, 109 uomini e 104 donne.

## Medaglie
| Riepilogo quotidiano | Riepilogo quotidiano | Riepilogo quotidiano | Riepilogo quotidiano | Riepilogo quotidiano | Riepilogo quotidiano | Riepilogo quotidiano |
| -------------------- | -------------------- | -------------------- | -------------------- | -------------------- | -------------------- | -------------------- |
| Giorno               | Data                 |                      |                      |                      | Totale               |                      |
| 1º                   | 24                   | 0                    | 0                    | 0                    | 0                    |                      |
| 2º                   | 25                   | 0                    | 0                    | 0                    | 0                    |                      |
| 3º                   | 26                   | 0                    | 0                    | 1                    | 1                    |                      |
| 4º                   | 27                   | 0                    | 0                    | 0                    | 0                    |                      |
| 5º                   | 28                   | 0                    | 2                    | 0                    | 2                    |                      |
| 6º                   | 29                   | 1                    | 0                    | 0                    | 1                    |                      |
| 7º                   | 30                   | 2                    | 1                    | 1                    | 4                    |                      |
| 8º                   | 31                   | 1                    | 0                    | 1                    | 2                    |                      |
| 9º                   | 1                    | 0                    | 0                    | 1                    | 1                    |                      |
| 10º                  | 2                    | 0                    | 0                    | 0                    | 0                    |                      |
| 11º                  | 3                    | 2                    | 1                    | 1                    | 4                    |                      |
| 12º                  | 4                    | 0                    | 0                    | 0                    | 0                    |                      |
| 13º                  | 5                    | 1                    | 2                    | 1                    | 4                    |                      |
| 14º                  | 6                    | 0                    | 0                    | 0                    | 0                    |                      |
| 15º                  | 7                    | 0                    | 0                    | 1                    | 1                    |                      |
| 16º                  | 8                    | 0                    | 0                    | 0                    | 0                    |                      |
| Totale               | Totale               | 7                    | 6                    | 7                    | 20                   |                      |

### Medagliere per disciplina
| Sport            | Oro | Argento | Bronzo | Totale |
| ---------------- | --- | ------- | ------ | ------ |
| Canottaggio      | 3   | 2       | 0      | 5      |
| Canoa/kayak      | 3   | 0       | 0      | 3      |
| Rugby a 7        | 1   | 1       | 0      | 2      |
| Ciclismo         | 0   | 2       | 0      | 2      |
| Vela             | 0   | 1       | 0      | 1      |
| Atletica leggera | 0   | 0       | 2      | 2      |
| Ginnastica       | 0   | 0       | 1      | 1      |
| Golf             | 0   | 0       | 1      | 1      |
| Pugilato         | 0   | 0       | 1      | 1      |
| Tennis           | 0   | 0       | 1      | 1      |
| Triathlon        | 0   | 0       | 1      | 1      |
| Totale           | 7   | 6       | 7      | 20     |

### Medaglie d'oro
| Medaglia | Nome | Sport       | Evento                 |
| -------- | --- | ----------- | ---------------------- |
| Oro      | Kerri Gowler Grace Prendergast | Canottaggio | 2 senza femminile      |
| Oro      | Emma Twigg | Canottaggio | Singolo femminile      |
| Oro      | Tom Mackintosh Hamish Bond Tom Murray Michael Brake Dan Williamson Phillip Wilson Shaun Kirkham Matt MacDonald Sam Bosworth                                                                   | Canottaggio | Otto maschile          |
| Oro      | Michaela Blyde Kelly Brazier Gayle Broughton Theresa Fitzpatrick Stacey Fluhler Sarah Hirini Shiray Kaka Tyla Nathan-Wong Risi Pouri-Lane Alena Saili Ruby Tui Tenika Willison Portia Woodman | Rugby a 7   | Torneo femminile       |
| Oro      | Lisa Carrington | Canoa/kayak | K1 200 metri femminile |
| Oro      | Lisa Carrington Caitlin Regal | Canoa/kayak | K2 500 metri femminile |
| Oro      | Lisa Carrington | Canoa/kayak | K1 500 metri femminile |

### Medaglie d'argento
| Medaglia | Nome | Sport       | Evento                |
| -------- | --- | ----------- | --------------------- |
| Argento  | Brooke Donoghue Hannah Osborne | Canottaggio | 2 di coppia femminile |
| Argento  | Kurt Baker Scott Curry Dylan Collier Andrew Knewstubb Ngarohi McGarvey-Black Tim Mikkelson Sione Molia Etene Nanai-Seturo Tone Ng Shiu Amanaki Nicole William Warbrick Regan Ware Joe Webber | Rugby a 7   | Torneo maschile       |
| Argento  | Ella Greenslade Emma Dyke Lucy Spoors Kelsey Bevan Grace Prendergast Kerri Gowler Beth Ross Jackie Gowler Caleb Shepherd                                                                     | Canottaggio | Otto femminile        |
| Argento  | Peter Burling Blair Tuke | Vela        | 49er maschile         |
| Argento  | Ellesse Andrews | Ciclismo    | Keirin femminile      |
| Argento  | Campbell Stewart | Ciclismo    | Omnium maschile       |

### Medaglie di bronzo
| Medaglia | Nome                         | Sport            | Evento                   |
| -------- | ---------------------------- | ---------------- | ------------------------ |
| Bronzo   | Hayden Wilde                 | Triathlon        | Gara maschile            |
| Bronzo   | Marcus Daniell Michael Venus | Tennis           | Doppio maschile          |
| Bronzo   | Dylan Schmidt                | Ginnastica       | Trampolino maschile      |
| Bronzo   | Valerie Adams                | Atletica leggera | Getto del peso femminile |
| Bronzo   | David Nyika                  | Pugilato         | Pesi massimi maschile    |
| Bronzo   | Tom Walsh                    | Atletica leggera | Getto del peso maschile  |
| Bronzo   | Lydia Ko                     | Golf             | Individuale femminile    |

## Delegazione
| Sport             | Uomini | Donne | Totale |
| ----------------- | ------ | ----- | ------ |
| Atletica leggera  | 8      | 5     | 13     |
| Calcio            | 18     | 18    | 36     |
| Canoa/Kayak       | 3      | 5     | 8      |
| Canottaggio       | 14     | 18    | 32     |
| Ciclismo          | 11     | 8     | 19     |
| Equitazione       | 4      | 2     | 6      |
| Ginnastica        | 2      | 1     | 3      |
| Golf              | 1      | 1     | 2      |
| Hockey su prato   | 16     | 16    | 32     |
| Karate            | 0      | 1     | 1      |
| Nuoto             | 2      | 5     | 7      |
| Pugilato          | 1      | 0     | 1      |
| Rugby a 7         | 13     | 13    | 26     |
| Sollevamento pesi | 2      | 3     | 5      |
| Surf              | 1      | 1     | 2      |
| Taekwondo         | 1      | 0     | 1      |
| Tennis            | 2      | 0     | 2      |
| Tiro              | 0      | 2     | 2      |
| Triathlon         | 2      | 2     | 4      |
| Tuffi             | 1      | 0     | 1      |
| Vela              | 7      | 3     | 10     |
| Totale            | 109    | 104   | 213    |

## Atletica leggera
Eventi su pista e strada
| Atleta          | Evento                | Batteria  | Batteria  | Semifinale      | Semifinale      | Finale          | Finale          |
| Atleta          | Evento                | Risultato | Posizione | Risultato       | Posizione       | Risultato       | Posizione       |
| --------------- | --------------------- | --------- | --------- | --------------- | --------------- | --------------- | --------------- |
| Rohan Browning  | 1500 m maschili       | 3'43"22   | 9º        | Non qualificato | Non qualificato | Non qualificato | Non qualificato |
| Rohan Browning  | 1500 m maschili       | 3'36"88   | 7º q      | 3'35"41         | 9º              | Non qualificato | Non qualificato |
| Camille Buscomb | 5000 m femminili      | 15'24"39  | 14ª       | N.D.            | N.D.            | Non qualificata | Non qualificata |
| Camille Buscomb | 10000 m femminili     | N.D.      | N.D.      | N.D.            | N.D.            | 32'10"49        | 20ª             |
| Malcolm Hicks   | Maratona maschile     | N.D.      | N.D.      | N.D.            | N.D.            | 2h23'12"        | 64º             |
| Zane Robertson  | Maratona maschile     | N.D.      | N.D.      | N.D.            | N.D.            | 2h17'04"        | 36º             |
| Quentin Rew     | Marcia 50 km maschile | N.D.      | N.D.      | N.D.            | N.D.            | 3h57'33"        | 16º             |

Eventi su campo
| Atleta          | Evento                        | Qualificazione | Qualificazione | Finale          | Finale          |
| Atleta          | Evento                        | Risultato      | Posizione      | Risultato       | Posizione       |
| --------------- | ----------------------------- | -------------- | -------------- | --------------- | --------------- |
| Hamish Kerr     | Salto in alto maschile        | 2,28           | 4º q           | 2,30            | 10º             |
| Jacko Gill      | Getto del peso maschile       | 20,96          | 9º q           | 20,71           | 9º              |
| Tom Walsh       | Getto del peso maschile       | 21,49          | 2º Q           | 22,47           |                 |
| Valerie Adams   | Getto del peso femminile      | 18,83          | 6ª Q           | 19,62           |                 |
| Maddi Wesche    | Getto del peso femminile      | 18,65          | 11ª q          | 18,98           | 6ª              |
| Lauren Bruce    | Lancio del martello femminile | 67,71          | 23ª            | Non qualificata | Non qualificata |
| Julia Ratcliffe | Lancio del martello femminile | 73,20          | 6ª q           | 72,69           | 9ª              |

## Calcio
| Squadra             | Torneo    | Girone               | Girone               | Girone               | Girone | Quarti                     | Semifinali           | Finale / FB          | Pos. |
| Squadra             | Torneo    | Avversario Risultato | Avversario Risultato | Avversario Risultato | Pos.   | Avversario Risultato       | Avversario Risultato | Avversario Risultato | Pos. |
| ------------------- | --------- | -------------------- | -------------------- | -------------------- | ------ | -------------------------- | -------------------- | -------------------- | ---- |
| Nazionale maschile  | Maschile  | Corea del Sud V 1–0  | Honduras P 2–3       | Romania N 0–0        | 2ª Q   | Giappone P 0–0 (2–4 d.t.r) | Non qualificata      | Non qualificata      | 6ª   |
| Nazionale femminile | Femminile | Australia P 1–2      | Stati Uniti P 1–6    | Svezia P 0–2         | 4ª     | Non qualificata            | Non qualificata      | Non qualificata      | 12ª  |

## Canoa/kayak

### Slalom
| Atleta         | Evento       | Qualificazioni | Qualificazioni | Qualificazioni | Qualificazioni | Qualificazioni | Qualificazioni | Semifinali      | Semifinali      | Semifinali      | Finale          | Finale          | Finale          |
| Atleta         | Evento       | 1ª manche      | Pos.           | 2ª manche      | Pos.           | Migliore       | Posizione      | Penalità        | Tempo           | Posizione       | Penalità        | Tempo           | Posizione       |
| -------------- | ------------ | -------------- | -------------- | -------------- | -------------- | -------------- | -------------- | --------------- | --------------- | --------------- | --------------- | --------------- | --------------- |
| Callum Gilbert | K1 maschile  | 151"85         | 23º            | 101"15         | 20º            | 101"15         | 23º Q          | Non qualificato | Non qualificato | Non qualificato | Non qualificato | Non qualificato | Non qualificato |
| Luuka Jones    | C1 femminile | 116"55         | 8ª             | 115"19         | 9ª             | 115"19         | 11ª Q          | 2"              | 130"39          | 13ª             | Non qualificata | Non qualificata | Non qualificata |
| Luuka Jones    | K1 femminile | 110"22         | 10ª            | 101"72         | 3ª             | 101"72         | 3ª Q           | 2"              | 108"97          | 5ª Q            | 0"              | 110"67          | 6ª              |

### Velocità
| Atleta                                                     | Evento             | Batteria | Batteria  | Quarti   | Quarti    | Semifinale | Semifinale | Finale / Finale B | Finale / Finale B |
| Atleta                                                     | Evento             | Tempo    | Posizione | Tempo    | Posizione | Tempo      | Posizione  | Tempo             | Posizione         |
| ---------------------------------------------------------- | ------------------ | -------- | --------- | -------- | --------- | ---------- | ---------- | ----------------- | ----------------- |
| Lisa Carrington                                            | K1 200 m femminile | 40"715   | 1ª Q      | Bye      | Bye       | 38"127     | 1ª Q       | 38"120            |                   |
| Lisa Carrington                                            | K1 500 m femminile | 1'48"463 | 1ª Q      | Bye      | Bye       | 1'51"680   | 1ª Q       | 1'51"216          |                   |
| Caitlin Regal                                              | K1 500 m femminile | 1'50"297 | 3ª Q      | Bye      | Bye       | 1'53"495   | 3ª qB      | 1'53"681          | 9ª                |
| Lisa Carrington Caitlin Regal                              | K2 500 m femminile | 1'43"836 | 1ª Q      | Bye      | Bye       | 1'36"724   | 1ª Q       | 1'35"785          |                   |
| Teneale Hatton Alicia Hoskin                               | K2 500 m femminile | 1'49"832 | 4ª q      | 1'50"507 | 4ª Q      | 1'44"119   | 8ª qB      | 1'41"121          | 14ª               |
| Max Brown Kurtis Imrie                                     | K2 1000 m maschile | 3'17"210 | 4ª q      | 3'10"220 | 2ª Q      | 3'17"684   | 2ª Q       | 3'17"267          | 5ª                |
| Lisa Carrington Teneale Hatton Alicia Hoskin Caitlin Regal | K4 500 m femminile | 1'33"959 | 2ª Q      | Bye      | Bye       | 1'36"293   | 2ª Q       | 1'37"168          | 4ª                |

## Canottaggio

### Uomini
| Atleta | Evento        | Batteria | Batteria  | Ripescaggio | Ripescaggio | Quarti  | Quarti    | Semifinale | Semifinale | Finale / Finali B e C | Finale / Finali B e C |
| Atleta | Evento        | Tempo    | Posizione | Tempo       | Posizione   | Tempo   | Posizione | Tempo      | Posizione  | Tempo                 | Posizione             |
| --- | ------------- | -------- | --------- | ----------- | ----------- | ------- | --------- | ---------- | ---------- | --------------------- | --------------------- |
| Jordan Parry | Singolo       | 7'04"45  | 2º Q      | Bye         | Bye         | 7'18"48 | 4º qC/D   | 6'57"70    | 1º qC      | 6"55'55               | 13º                   |
| Stephen Jones Brook Robertson                                                                                               | Due senza     | 6'56"53  | 3ª Q      | Bye         | Bye         | N.D.    | N.D.      | 6'41"46    | 6ª qB      | 6'38"30               | 12ª                   |
| Chris Harris Jack Lopas | Due di coppia | 6'12"05  | 3ª Q      | Bye         | Bye         | N.D.    | N.D.      | 6'26"08    | 4ª qB      | 6'15"51               | 8ª                    |
| Tom Mackintosh Hamish Bond Tom Murray Michael Brake Dan Williamson Phillip Wilson Shaun Kirkham Matt MacDonald Sam Bosworth | Otto          | 5'32"11  | 2ª R      | 5'22"04     | 1ª Q        | N.D.    | N.D.      | N.D.       | N.D.       | 5'24"64               |                       |

### Donne
| Atleta | Evento            | Batteria | Batteria  | Ripescaggio | Ripescaggio | Quarti  | Quarti    | Semifinale | Semifinale | Finale / Finale B | Finale / Finale B |
| Atleta | Evento            | Tempo    | Posizione | Tempo       | Posizione   | Tempo   | Posizione | Tempo      | Posizione  | Tempo             | Posizione         |
| --- | ----------------- | -------- | --------- | ----------- | ----------- | ------- | --------- | ---------- | ---------- | ----------------- | ----------------- |
| Emma Twigg | Singolo           | 7'35"22  | 1ª Q      | Bye         | Bye         | 7'54"96 | 1ª Q      | 7'20"70    | 1ª Q       | 7'13"97           |                   |
| Kerri Gowler Grace Prendergast                                                                                           | Due senza         | 7'19"08  | 1ª Q      | Bye         | Bye         | N.D.    | N.D.      | 6'47"41    | 1ª Q       | 6'50"19           |                   |
| Brooke Donoghue Hannah Osborne                                                                                           | Due di coppia     | 6'53"62  | 1ª Q      | Bye         | Bye         | N.D.    | N.D.      | 7'09"05    | 2ª Q       | 6'44"82           |                   |
| Olivia Loe Eve MacFarlane Georgia Nugent-O'Leary Ruby Tew                                                                | Quattro di coppia | 6'25"23  | 5ª R      | 6'39"91     | 3ª qB       | N.D.    | N.D.      | N.D.       | N.D.       | 6'29"00           | 8ª                |
| Ella Greenslade Emma Dyke Lucy Spoors Kelsey Bevan Grace Prendergast Kerri Gowler Beth Ross Jackie Gowler Caleb Shepherd | Otto              | 6'07"65  | 1ª Q      | Bye         | Bye         | N.D.    | N.D.      | N.D.       | N.D.       | 6'00"04           |                   |

## Ciclismo

### Ciclismo su strada
| Atleta         | Evento                  | Tempo      | Posizione |
| -------------- | ----------------------- | ---------- | --------- |
| George Bennett | Corsa in linea maschile | 6h11'46"   | 26º       |
| Patrick Bevin  | Corsa in linea maschile | DNF        | DNF       |
| George Bennett | Cronometro maschile     | 1h00'28"39 | 25º       |
| Patrick Bevin  | Cronometro maschile     | 57'24"29   | 10º       |

### Ciclismo su pista
Velocità
| Atleta                                               | Evento                      | Qualificazione     | Qualificazione | Round 1            | R1              | Round 2            | R2              | Round 3           | R3              | Quarti               | Semifinale                   | Finale                                       | Finale          |
| Atleta                                               | Evento                      | Tempo Velocità     | Pos.           | Avversario Tempo   | Tempo           | Avversario Tempo   | Tempo           | Avversario Tempo  | Tempo           | Avversario Risultato | Avversario Risultato         | Avversario Risultato                         | Pos.            |
| ---------------------------------------------------- | --------------------------- | ------------------ | -------------- | ------------------ | --------------- | ------------------ | --------------- | ----------------- | --------------- | -------------------- | ---------------------------- | -------------------------------------------- | --------------- |
| Ethan Mitchell                                       | Velocità maschile           | 9"705 74,189 km/h  | 24º Q          | Hoogland P +0"233  | P +0"549        | Non qualificato    | Non qualificato | Non qualificato   | Non qualificato | Non qualificato      | Non qualificato              | Non qualificato                              | Non qualificato |
| Sam Webster                                          | Velocità maschile           | 9"631 74,759 km/h  | 18º Q          | Rudyk V 10"099     | Bye             | Vigier V 9"845     | Bye             | Levy P + 0"132    | P +0"101        | Non qualificato      | Non qualificato              | Non qualificato                              | Non qualificato |
| Ellesse Andrews                                      | Velocità femminile          | 10"563 68,162 km/h | 11ª Q          | McCulloch V 10"996 | Bye             | Starikova P +0"026 | V 11"144        | Mitchell P +0"005 | P +0"007        | Non qualificata      | Non qualificata              | Non qualificata                              | Non qualificata |
| Kirstie James                                        | Velocità femminile          | 11"116 64,772 km/h | 27ª            | Non qualificata    | Non qualificata | Non qualificata    | Non qualificata | Non qualificata   | Non qualificata | Non qualificata      | Non qualificata              | Non qualificata                              | Non qualificata |
| Sam Dakin Ethan Mitchell Sam Webster Callum Saunders | Velocità a squadre maschile | 43"066 62,694 km/h | 5ª Q           | N.D.               | N.D.            | N.D.               | N.D.            | N.D.              | N.D.            | N.D.                 | Francia P 42"978 62,823 km/h | Finale 7º posto Polonia V 43"703 61,781 km/h | 7ª              |

Inseguimento
| Atleta                                                       | Evento                           | Qualificazione | Qualificazione | Semifinale           | Semifinale | Finale               | Finale    |
| Atleta                                                       | Evento                           | Tempo          | Posizione      | Avversario Risultato | Posizione  | Avversario Risultato | Posizione |
| ------------------------------------------------------------ | -------------------------------- | -------------- | -------------- | -------------------- | ---------- | -------------------- | --------- |
| Aaron Gate Regan Gough Jordan Kerby Campbell Stewart         | Inseguimento a squadre maschile  | 3'46"079       | 3ª             | Italia P 3'42"397    | 3ª         | Australia P OVL      | 4ª        |
| Bryony Botha Rushlee Buchanan Holly Edmondston Jaime Nielsen | Inseguimento a squadre femminile | 4'12"536       | 6ª             | Australia P 4'10"223 | 7ª         | Francia P 4'10"600   | 8ª        |

Keirin
| Atleta          | Evento           | Round 1   | Ripescaggio | Round 2         | Semifinale      | Finale          |
| Atleta          | Evento           | Posizione | Posizione   | Posizione       | Posizione       | Posizione       |
| --------------- | ---------------- | --------- | ----------- | --------------- | --------------- | --------------- |
| Sam Dakin       | Keirin maschile  | 2º Q      | Bye         | 5º              | Non qualificato | Non qualificato |
| Sam Webster     | Keirin maschile  | 5º R      | 3º          | Non qualificato | Non qualificato | Non qualificato |
| Ellesse Andrews | Keirin femminile | 4ª R      | 1ª Q        | 2ª Q            | 2ª Q            |                 |

Omnium
| Atleta           | Evento           | Scratch   | Scratch | Corsa a tempo | Corsa a tempo | Corsa a eliminazione | Corsa a eliminazione | Corsa a punti | Corsa a punti | Totale | Totale    |
| Atleta           | Evento           | Posizione | Punti   | Posizione     | Punti         | Posizione            | Punti                | Posizione     | Punti         | Punti  | Posizione |
| ---------------- | ---------------- | --------- | ------- | ------------- | ------------- | -------------------- | -------------------- | ------------- | ------------- | ------ | --------- |
| Campbell Stewart | Omnium maschile  | 7º        | 28      | 12º           | 18            | 5º                   | 32                   | 1º            | 51            | 129    |           |
| Holly Edmondston | Omnium femminile | 9ª        | 24      | 14ª           | 14            | 10ª                  | 22                   | 5ª            | 7             | 67     | 10ª       |

Americana
| Atleta                         | Evento              | Punti  | Punti | Posizione |
| Atleta                         | Evento              | Sprint | Giri  | Posizione |
| ------------------------------ | ------------------- | ------ | ----- | --------- |
| Campbell Stewart Corbin Strong | Americana maschile  | 3      | −20   | 11ª       |
| Rushlee Buchanan Jessie Hodges | Americana femminile | 1      | −40   | 11ª       |

### Mountain bike
| Atleta       | Evento                 | Tempo    | Posizione |
| ------------ | ---------------------- | -------- | --------- |
| Anton Cooper | Cross-country maschile | 1h26'00" | 6º        |

### BMX
| Atleta        | Evento          | Quarti | Quarti    | Semifinale | Semifinale | Finale          | Finale          |
| Atleta        | Evento          | Punti  | Posizione | Punti      | Posizione  | Tempo           | Posizione       |
| ------------- | --------------- | ------ | --------- | ---------- | ---------- | --------------- | --------------- |
| Rebecca Petch | Corsa femminile | 10     | 3ª Q      | 16         | 6ª         | Non qualificata | Non qualificata |

## Equitazione

### Concorso completo
| Atleta                                 | Cavallo         | Evento      | Dressage | Dressage | Cross-country | Cross-country | Cross-country | Salto ostacoli | Salto ostacoli | Salto ostacoli | Salto ostacoli | Salto ostacoli | Salto ostacoli | Totale   | Totale |
| Atleta                                 | Cavallo         | Evento      | Dressage | Dressage | Cross-country | Cross-country | Cross-country | Qualificazione | Qualificazione | Qualificazione | Finale         | Finale         | Finale         | Totale   | Totale |
| Atleta                                 | Cavallo         | Evento      | Penalità | Pos.     | Penalità      | Totale        | Pos.          | Penalità       | Totale         | Pos.           | Penalità       | Totale         | Pos.           | Penalità | Pos.   |
| -------------------------------------- | --------------- | ----------- | -------- | -------- | ------------- | ------------- | ------------- | -------------- | -------------- | -------------- | -------------- | -------------- | -------------- | -------- | ------ |
| Jesse Campbell                         | Diachello       | Individuale | 30,10    | 15º      | 14,40         | 44,50         | 27º           | 0,40           | 44,90          | 22º Q          | 9,60           | 54,40          | 22º            | 54,40    | 22º    |
| Jonelle Price                          | Grovine de Reve | Individuale | 30,70    | 17ª      | 2,00          | 32,70         | 12ª           | 0,00           | 32,70          | 9ª Q           | 9,20           | 41,90          | 11ª            | 41,90    | 11ª    |
| Tim Price                              | Vitali          | Individuale | 25,60    | 5º       | 1,20          | 26,80         | 4º            | 12,00          | 38,80          | 16º Q          | 21,60          | 60,40          | 25º            | 60,40    | 25º    |
| Jesse Campbell Jonelle Price Tim Price | Vedi sopra      | Squadre     | 86,40    | 3ª       | 17,60         | 104,40        | 4ª            | 12,40          | 116,40         | 5ª             | N.D.           | N.D.           | N.D.           | 116,40   | 5ª     |

### Salto ostacoli
| Atleta                                | Cavallo                  | Evento      | Qualificazione | Qualificazione | Finale          | Finale          | Jump-off        | Jump-off        |
| Atleta                                | Cavallo                  | Evento      | Penalità       | Pos.           | Penalità        | Pos.            | Penalità        | Pos.            |
| ------------------------------------- | ------------------------ | ----------- | -------------- | -------------- | --------------- | --------------- | --------------- | --------------- |
| Bruce Goodin                          | Danny V                  | Individuale | 13,00          | 57º            | Non qualificato | Non qualificato | Non qualificato | Non qualificato |
| Daniel Meech                          | Cinca                    | Individuale | 2,00           | 30º Q          | EL              | EL              | Non qualificato | Non qualificato |
| Uma O'Neill                           | Clockwise of Greenhill Z | Individuale | 17,00          | 64ª            | Non qualificata | Non qualificata | Non qualificata | Non qualificata |
| Bruce Goodin Daniel Meech Uma O'Neill | Vedi sopra               | Squadre     | 39,00          | 14ª            | Non qualificata | Non qualificata | Non qualificata | Non qualificata |

## Ginnastica

### Ginnastica artistica
| Atleta           | Evento                        | Qualificazione | Qualificazione | Qualificazione | Qualificazione | Qualificazione | Qualificazione | Qualificazione | Qualificazione | Finale          | Finale          | Finale          | Finale          | Finale          | Finale          | Finale          | Finale          |
| Atleta           | Evento                        | Attrezzo       | Attrezzo       | Attrezzo       | Attrezzo       | Attrezzo       | Attrezzo       | Totale         | Pos.           | Attrezzo        | Attrezzo        | Attrezzo        | Attrezzo        | Attrezzo        | Attrezzo        | Totale          | Pos.            |
| Atleta           | Evento                        | CL             | C              | A              | V              | P              | S              | Totale         | Pos.           | CL              | C               | A               | V               | P               | S               | Totale          | Pos.            |
| ---------------- | ----------------------------- | -------------- | -------------- | -------------- | -------------- | -------------- | -------------- | -------------- | -------------- | --------------- | --------------- | --------------- | --------------- | --------------- | --------------- | --------------- | --------------- |
| Mikhail Koudinov | Concorso individuale maschile | 13.433         | 12.466         | 12.600         | 13.766         | 14.433         | 11.366         | 78.064         | 52º            | Non qualificato | Non qualificato | Non qualificato | Non qualificato | Non qualificato | Non qualificato | Non qualificato | Non qualificato |

### Trampolino elastico
| Atleta          | Evento               | Qualificazione | Qualificazione | Finale          | Finale          |
| Atleta          | Evento               | Punti          | Posizione      | Punti           | Posizione       |
| --------------- | -------------------- | -------------- | -------------- | --------------- | --------------- |
| Dylan Schmidt   | Trampolino maschile  | 112.120        | 3º Q           | 60.675          |                 |
| Maddie Davidson | Trampolino femminile | 93.140         | 10ª            | Non qualificata | Non qualificata |

## Golf
| Atleta   | Torneo    | Round 1   | Round 2   | Round 3   | Round 4   | Totale    | Totale | Totale    |
| Atleta   | Torneo    | Punteggio | Punteggio | Punteggio | Punteggio | Punteggio | Par    | Posizione |
| -------- | --------- | --------- | --------- | --------- | --------- | --------- | ------ | --------- |
| Ryan Fox | Maschile  | 70        | 72        | 73        | 64        | 279       | –5     | 42º       |
| Lydia Ko | Femminile | 70        | 67        | 66        | 65        | 268       | –16    |           |

## Hockey su prato
| Squadra             | Torneo    | Girone               | Girone               | Girone               | Girone               | Girone               | Girone | Quarti               | Semifinali           | Finale               | Pos. |
| Squadra             | Torneo    | Avversario Punteggio | Avversario Punteggio | Avversario Punteggio | Avversario Punteggio | Avversario Punteggio | Pos.   | Avversario Punteggio | Avversario Punteggio | Avversario Punteggio | Pos. |
| ------------------- | --------- | -------------------- | -------------------- | -------------------- | -------------------- | -------------------- | ------ | -------------------- | -------------------- | -------------------- | ---- |
| Nazionale maschile  | Maschile  | India P 2–3          | Spagna V 4–3         | Giappone N 2–2       | Australia P 2–4      | Argentina P 1–4      | 5ª     | Non qualificata      | Non qualificata      | Non qualificata      | 9ª   |
| Nazionale femminile | Femminile | Argentina V 3–0      | Giappone V 2–1       | Spagna P 1–2         | Australia P 0–1      | Cina P 2–3           | 4ª Q   | Paesi Bassi P 0–3    | Non qualificata      | Non qualificata      | 8ª   |

## Karate
| Atleta        | Evento         | Round eliminatorio | Round eliminatorio | Ranking round   | Ranking round   | Finale               | Pos.            |
| Atleta        | Evento         | Punteggio          | Posizione          | Punteggio       | Posizione       | Avversario Punteggio | Pos.            |
| ------------- | -------------- | ------------------ | ------------------ | --------------- | --------------- | -------------------- | --------------- |
| Andrea Anacan | Kata femminile | 23,62              | 5ª                 | Non qualificata | Non qualificata | Non qualificata      | Non qualificata |

## Nuoto
| Atleta                                               | Evento                                  | Batterie | Batterie  | Semifinali      | Semifinali      | Finale          | Finale          |
| Atleta                                               | Evento                                  | Tempo    | Posizione | Tempo           | Posizione       | Tempo           | Posizione       |
| ---------------------------------------------------- | --------------------------------------- | -------- | --------- | --------------- | --------------- | --------------- | --------------- |
| Zac Reid                                             | 800 m stile libero maschili             | 3'49"85  | 23º       | N.D.            | N.D.            | Non qualificato | Non qualificato |
| Zac Reid                                             | 1500 m stile libero maschili            | 7'53"06  | 18º       | N.D.            | N.D.            | Non qualificato | Non qualificato |
| Erika Fairweather                                    | 200 m stile libero femminili            | 1'57"26  | 14ª Q     | 1'59"14         | 16ª             | Non qualificata | Non qualificata |
| Erika Fairweather                                    | 400 m stile libero femminili            | 4'02"28  | 4ª Q      | N.D.            | N.D.            | 4'08"01         | 8ª              |
| Eve Thomas                                           | 800 m stile libero femminili            | 8'32"51  | 18ª       | N.D.            | N.D.            | Non qualificata | Non qualificata |
| Eve Thomas                                           | 1500 m stile libero femminili           | 16'29"66 | 26ª       | N.D.            | N.D.            | Non qualificata | Non qualificata |
| Hayley McIntosh                                      | 1500 m stile libero femminili           | 16'44"43 | 31ª       | N.D.            | N.D.            | Non qualificata | Non qualificata |
| Ali Galyer                                           | 100 m dorso femminili                   | 1'02"65  | 33ª       | Non qualificata | Non qualificata | Non qualificata | Non qualificata |
| Ali Galyer                                           | 200 m dorso femminili                   | 2'15"16  | 24ª       | Non qualificata | Non qualificata | Non qualificata | Non qualificata |
| Lewis Clareburt                                      | 200 m misti maschili                    | 1'57"27  | 3ª Q      | 1'57"55         | 7ª Q            | 1'57"70         | 8ª              |
| Lewis Clareburt                                      | 400 m misti maschili                    | 4'09"49  | 2ª Q      | N.D.            | N.D.            | 4'11"22         | 7ª              |
| Carina Doyle Erika Fairweather Ali Galyer Eve Thomas | Staffetta 4x200 m stile libero maschile | 8'06"16  | 12ª       | N.D.            | N.D.            | Non qualificata | Non qualificata |

## Pugilato
| Atleta      | Evento                | 16-esimi             | Ottavi               | Quarti               | Semifinali            | Finale               | Pos. |
| Atleta      | Evento                | Avversario Punteggio | Avversario Punteggio | Avversario Punteggio | Avversario Punteggio  | Avversario Punteggio | Pos. |
| ----------- | --------------------- | -------------------- | -------------------- | -------------------- | --------------------- | -------------------- | ---- |
| David Nyika | Pesi massimi maschile | Bye                  | Baalla V 5–0         | Smiahlikau V 5–0     | Gadzhimagomedov P 1–4 | Non qualificato      |      |

## Rugby a 7
| Squadra             | Torneo    | Girone               | Girone                | Girone               | Girone | Quarti               | Semifinale           | Finale               | Pos. |
| Squadra             | Torneo    | Avversario Punteggio | Avversario Punteggio  | Avversario Punteggio | Pos.   | Avversario Punteggio | Avversario Punteggio | Avversario Punteggio | Pos. |
| ------------------- | --------- | -------------------- | --------------------- | -------------------- | ------ | -------------------- | -------------------- | -------------------- | ---- |
| Nazionale maschile  | Maschile  | Corea del Sud V 50–5 | Argentina V 35–14     | Australia V 14–12    | 1ª Q   | Canada V 21–10       | Gran Bretagna V 29–7 | Figi P 12–27         |      |
| Nazionale femminile | Femminile | Kenya V 29–7         | Gran Bretagna V 26–21 | ROC V 33–0           | 1ª Q   | ROC V 36–0           | Figi V 22–17         | Francia V 26–12      |      |

## Sollevamento pesi
| Atleta             | Evento           | Strappo   | Strappo    | Slancio   | Slancio    | Totale | Classifica |
| Atleta             | Evento           | Risultato | Classifica | Risultato | Classifica | Totale | Classifica |
| ------------------ | ---------------- | --------- | ---------- | --------- | ---------- | ------ | ---------- |
| Cameron McTaggart  | 81 kg maschile   | 140       | 13º        | 175       | 11º        | 315    | 11º        |
| David Liti         | +109 kg maschile | 178       | 9º         | 236       | 3º         | 414    | 5º         |
| Megan Signal       | 76 kg femminile  | DNS       | DNS        | DNS       | DNS        | DNS    | DNS        |
| Kanah Andrews-Nahu | 87 kg femminile  | 94        | 13ª        | 112       | 13ª        | 206    | 13ª        |
| Laurel Hubbard     | +87 kg femminile | –         | DNF        | DNF       | DNF        | DNF    | DNF        |

## Surf
| Atleta          | Evento               | Round 1   | Round 1 | Round 2   | Round 2 | Round 3               | Quarti               | Semifinale           | Finale               | Pos.            |
| Atleta          | Evento               | Punteggio | Pos.    | Punteggio | Pos.    | Avversario Risultato  | Avversario Risultato | Avversario Risultato | Avversario Risultato | Pos.            |
| --------------- | -------------------- | --------- | ------- | --------- | ------- | --------------------- | -------------------- | -------------------- | -------------------- | --------------- |
| Billy Stairmand | Shortboard maschile  | 9,97      | 3º R2   | 11,34     | 3º R3   | Ferreira P 9,67–14,54 | Non qualificato      | Non qualificato      | Non qualificato      | Non qualificato |
| Ella Williams   | Shortboard femminile | 9,70      | 2ª R3   | Bye       | Bye     | Hennessy P 7,73–12,00 | Non qualificata      | Non qualificata      | Non qualificata      | Non qualificata |

## Taekwondo
| Atleta    | Evento         | Qualificazioni       | Ottavi               | Quarti               | Semifinali           | Ripescaggio          | Finale               | Pos.            |
| Atleta    | Evento         | Avversario Punteggio | Avversario Punteggio | Avversario Punteggio | Avversario Punteggio | Avversario Punteggio | Avversario Punteggio | Pos.            |
| --------- | -------------- | -------------------- | -------------------- | -------------------- | -------------------- | -------------------- | -------------------- | --------------- |
| Tom Burns | 68 kg maschile | Bye                  | Sinden P 8–53        | Non qualificato      | Non qualificato      | Reçber P 8–23        | Non qualificato      | Non qualificato |

## Tennis
| Atleta                       | Evento          | 16-esimi                        | Ottavi               | Quarti                           | Semifinali                 | Finale / FB                      | Pos. |
| Atleta                       | Evento          | Avversario Punteggio            | Avversario Punteggio | Avversario Punteggio             | Avversario Punteggio       | Avversario Punteggio             | Pos. |
| ---------------------------- | --------------- | ------------------------------- | -------------------- | -------------------------------- | -------------------------- | -------------------------------- | ---- |
| Marcus Daniell Michael Venus | Doppio maschile | Herasimaŭ / Ivaška V (6–3, 7–6) | Koolhof / Rojer V WO | Cabal / Farah V (6–3, 3–6, 10–7) | Čilić / Dodig P (2–6, 2–6) | Krajicek / Sandgren V (7–6, 6–2) |      |

## Tiro a segno/volo
| Atleta         | Evento          | Qualificazione | Qualificazione | Finale          | Finale          |
| Atleta         | Evento          | Punteggio      | Classifica     | Punteggio       | Classifica      |
| -------------- | --------------- | -------------- | -------------- | --------------- | --------------- |
| Natalie Rooney | Trap femminile  | 117            | 10ª            | Non qualificata | Non qualificata |
| Chloe Tipple   | Skeet femminile | 108            | 27ª            | Non qualificata | Non qualificata |

## Triathlon
| Atleta                                                      | Evento                | Nuoto                   | T1                      | Ciclismo                  | T2                      | Corsa                   | Totale   | Classifica |
| ----------------------------------------------------------- | --------------------- | ----------------------- | ----------------------- | ------------------------- | ----------------------- | ----------------------- | -------- | ---------- |
| Tayler Reid                                                 | Individuale maschile  | 17'45"                  | 0'37"                   | 56'40"                    | 0'27"                   | 31'25"                  | 1h46'54" | 18º        |
| Hayden Wilde                                                | Individuale maschile  | 18'17"                  | 0'39"                   | 56'07"                    | 0'29"                   | 29'52"                  | 1h45'24" |            |
| Ainsley Thorpe                                              | Individuale femminile | 19'15"                  | 0'43"                   | DNF                       | DNF                     | DNF                     | DNF      | DNF        |
| Nicole van der Kaay                                         | Individuale femminile | 19'35"                  | 0'42"                   | 1h05'22"                  | 0'33"                   | 37'34"                  | 2h03'26" | 29ª        |
| Ainsley Thorpe Tayler Reid Nicole van der Kaay Hayden Wilde | Squadre miste         | 3'51" 3'56" 4'39" 4'21" | 0'41" 0'36" 0'41" 0'35" | 10'33" 9'49" 10'47" 9'29" | 0'31" 0'28" 0'31" 0'29" | 7'06" 5'49" 6'20" 5'41" | 1h26'53" | 12ª        |

## Tuffi
| Atleta             | Evento                  | Preliminari | Preliminari | Semifinale | Semifinale | Finale | Finale     |
| Atleta             | Evento                  | Punti       | Classifica  | Punti      | Classifica | Punti  | Classifica |
| ------------------ | ----------------------- | ----------- | ----------- | ---------- | ---------- | ------ | ---------- |
| Anton Down-Jenkins | Trampolino 3 m maschile | 394,45      | 16º Q       | 424,80     | 8º Q       | 415,60 | 8º         |

## Vela
| Atleta                          | Evento           | Regata | Regata | Regata | Regata | Regata | Regata | Regata | Regata | Regata | Regata | Regata | Regata | Regata | Punteggio Totale | Punteggio Netto | Classifica |
| Atleta                          | Evento           | 1      | 2      | 3      | 4      | 5      | 6      | 7      | 8      | 9      | 10     | 11     | 12     | M      | Punteggio Totale | Punteggio Netto | Classifica |
| ------------------------------- | ---------------- | ------ | ------ | ------ | ------ | ------ | ------ | ------ | ------ | ------ | ------ | ------ | ------ | ------ | ---------------- | --------------- | ---------- |
| Sam Meech                       | Laser maschile   | 19     | 19     | 8      | 16     | 14     | 3      | 2      | 13     | 11     | 3      | N.D.   | N.D.   | 20     | 128              | 109             | 10º        |
| Josh Junior                     | Finn maschile    | 12     | 10     | 3      | 7      | 8      | 5      | 1      | 4      | 8      | 1      | N.D.   | N.D.   | 20     | 79               | 67              | 5º         |
| Paul Snow-Hansen Daniel Willcox | 470 maschile     | 6      | 2      | 7      | 1      | 5      | 7      | 13     | 8      | 6      | 3      | N.D.   | N.D.   | 6      | 70               | 57              | 4ª         |
| Peter Burling Blair Tuke        | 49er maschile    | 12     | 3      | 7      | 2      | 10     | 1      | 3      | 6      | 2      | 5      | 2      | 11     | 6      | 70               | 58              |            |
| Alex Maloney Molly Meech        | 49erFX femminile | 16     | 22     | 5      | 12     | 4      | 4      | 8      | 3      | 18     | 6      | 20     | 6      | EL     | 123              | 101             | 12ª        |
| Micah Wilkinson Erica Dawson    | Nacra 17 misto   | 11     | 12     | 13     | 11     | 8      | 12     | 15     | 9      | 18     | 17     | 8      | 14     | EL     | 148              | 130             | 12ª        |